# Isla Caroline
La isla Caroline o atolón Caroline (también conocida como isla del Milenio), es el más oriental de los atolones coralinos habitados que comprenden las islas de la Línea australes en el océano Pacífico central.
Hay evidencias de asentamientos polinesios, pero estaba deshabitada al llegar los europeos. Fue descubierta por el navegante portugués al servicio de España Pedro Fernández de Quirós el 21 de febrero de 1606, nombrándola como San Bernardo o Isla del Pescado. En 1795 la redescubre el inglés Willian Broughton y le puso el nombre de la hija del primer Lord del Almirantado. No hay que confundir la isla Carolina con las islas Carolinas en los Estados Federados de Micronesia. Históricamente también se ha conocido con los nombres de Thornton, Hirst, Clark e Independence.
En 1868 fue reclamada por el Reino Unido; y desde su independencia en 1979, forma parte de la República de Kiribati. La isla Caroline ha permanecido relativamente sin cambios por parte del hombre y es considerada una de las islas tropicales más primitivas del mundo, a pesar de la explotación de guano, la cosecha de copra y la presencia humana durante los siglos XIX y XX. El atolón alberga una de las mayores poblaciones de cangrejos de cocotero del mundo y es un importante lugar de cría para las aves marinas, sobre todo para el Onychoprion fuscata.
La isla es conocida por su rol en la celebración de la llegada del nuevo milenio, ya que debido a que se sitúa justo al oeste de la línea internacional de cambio de fecha constituye uno de los primeros territorios en donde comienza cualquier día y por ende también fue uno de los primeros lugares en donde empezó el día 1 de enero de 2000; debido a esto el atolón fue recientemente bautizado como isla del Milenio.

## Cuestiones medioambientales
La isla Caroline es baja y su altitud no supera los 6 metros sobre el nivel del mar. La temperatura regional de la superficie del mar ha aumentado alrededor de 0,1 °C por década desde la década de 1950 y, en 2006, las Naciones Unidas clasificaron a la isla entre las más vulnerables a la subida del nivel del mar. El PNUMA informó en 2006 de que Carolina podría desaparecer "en los próximos 30-50 años".
La isla Caroline se ha recuperado de la destrucción causada por colonos y oportunistas comerciales. Las especies animales y vegetales autóctonas de la isla prosperan, y en 2010 se informó de que sus arrecifes de coral se encuentran entre los más prístinos del mundo. El cocotero introducido es una planta muy competitiva que bloquea la luz e impide así el crecimiento de otras especies, pero sólo prevalece en el islote Sur. La fauna puede verse afectada negativamente por la presencia de turistas o cazadores, y desde 1979 todos los animales de la isla están protegidos por la Lista 2 de la Ordenanza de Conservación de la Fauna de Kiribati. En 2014 no se había elaborado ningún plan de gestión gubernamental ni programa de seguimiento para la isla.